# Króm(III)-oxid
A króm(III)-oxid (Cr2O3) a króm szervetlen vegyülete, oxidja. Zöld színű por, vízben oldhatatlan. Amfoter anyag. Leginkább tömény savakban és lúgokban oldódik. A króm-trioxiddal ellentétben nem mérgező tulajdonságú. Főként katalizátorként, csiszolásra és pigmentként festékek gyártásakor használják.

## Kémiai tulajdonságai
A hidrogén a króm(III)-oxidot magas hőmérsékleten és nagy nyomáson krómmá redukálja. Magasabb hőmérsékleten reakcióba lép klórral, ekkor klorid keletkezik. Ha szén, szilícium vagy bór jelenlétében hevítik, redukálódik és fémkróm szabadul fel belőle.

## Előállítása
Nátrium-dikromátból állítják elő kénnel hevítve. A króm(III)-oxid mellett nátrium-szulfát is képződik, ezt kilúgozással távolítják el.
{\displaystyle \mathrm {Na_{2}Cr_{2}O_{7}+S\rightarrow Cr_{2}O_{3}+Na_{2}SO_{4}} }
Króm(III)-oxid keletkezik az ammónium-dikromát hevítésekor is. Mellette nitrogén fejlődik.
{\displaystyle \mathrm {(NH_{4})_{2}Cr_{2}O_{7}\rightarrow Cr_{2}O_{3}+N_{2}+4\ H_{2}O} }

## Előfordulása a természetben

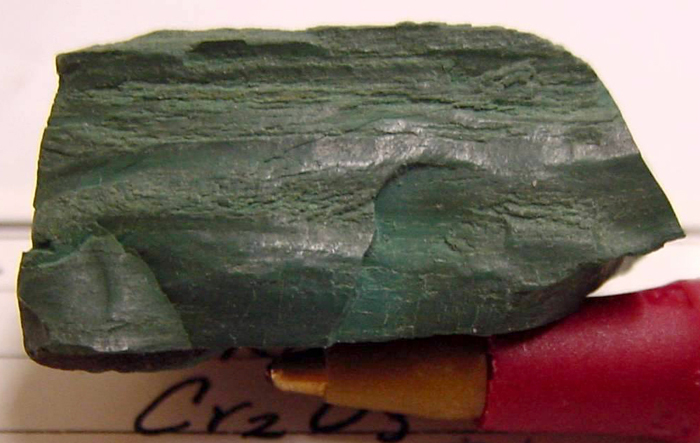
Eskolait

A króm(III)-oxid a természetben az eskolait nevű ásványként található meg. Az ásványt Pentti Eelis Eskola finn geológus tiszteletére nevezték el.

## Felhasználása
A króm(III)-oxidot katalizátorként alkalmazzák egyes szerves kémiai szintézisekben. Csiszolóanyagként szolgál acél fényezésére. Legfőként viszont pigmentként alkalmazzák festékek, üvegek és zománcok készítésekor.

## Lásd még
- Króm-trioxid